# Yoann Gourcuff
Yoann Miguel Gourcuff (Ploemeur, Francuska, 11. srpnja 1986.) bivši je francuski nogometaš.

## Vanjske poveznice
- Profil na Transfermarktu
- Profil na Soccerwayu